# Battle royale (genre de jeu vidéo)
Pour les articles homonymes, voir Battle Royale.

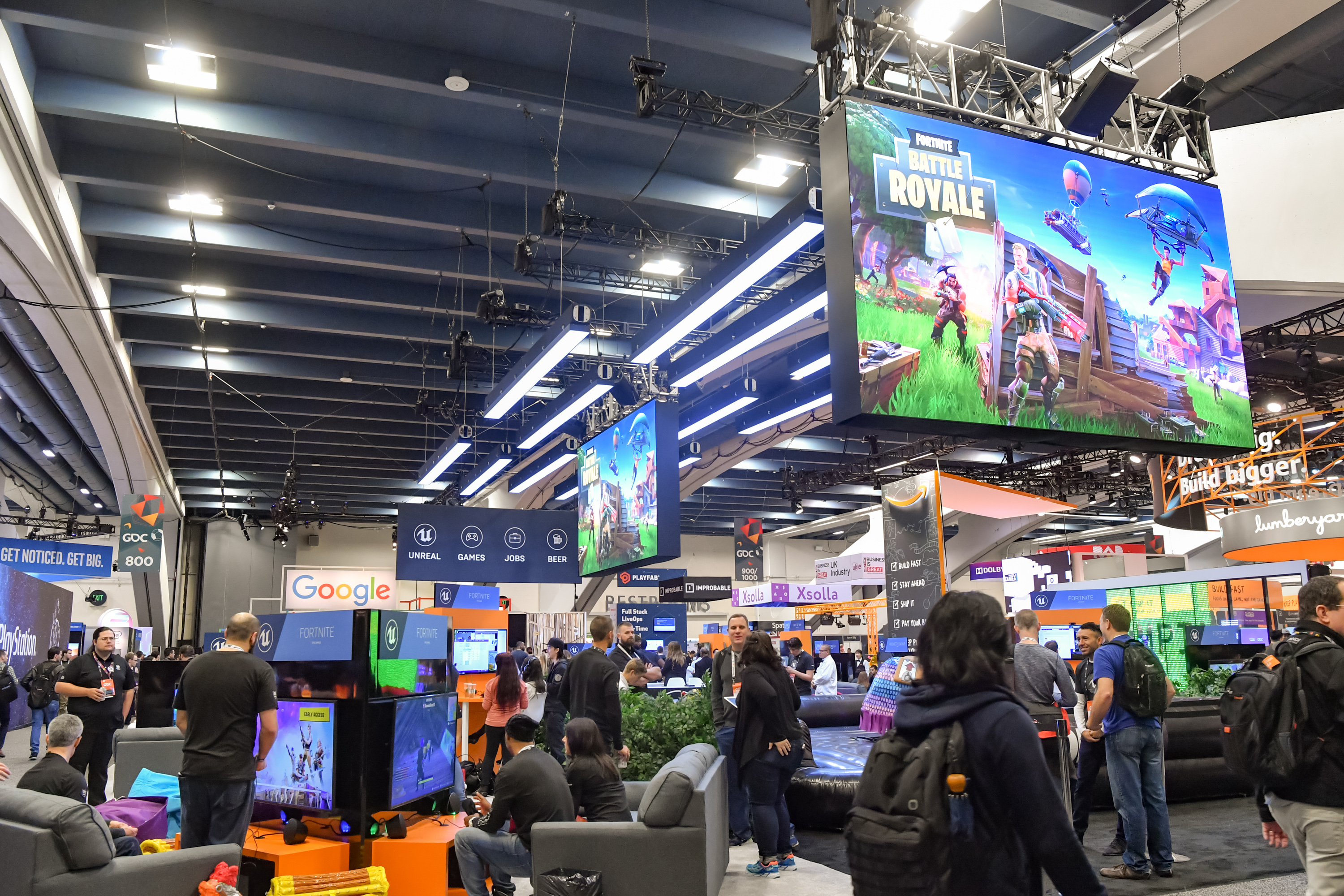
Le jeu de battle royale Fortnite à la Game Developers Conference 2018.

Le terme anglophone battle royale fait référence à un genre de jeux vidéo particulier mêlant jeu de survie et jeu de tir, basé sur la mécanique dite du last man standing (« dernier homme survivant »),.

## Historique
Pour le journal spécialisé Canard PC, l'émergence du genre « battle royale » est la suite logique du succès de la saga romanesque de science-fiction Hunger Games écrite par Suzanne Collins (adaptée au cinéma à partir de 2012 avec la saga de films Hunger Games), et dont le concept s'est rapidement vu porté sur des serveurs du jeu vidéo Minecraft.
Toutefois, le terme en lui-même découle directement du roman japonais Battle Royale et son adaptation en film.
Ce genre trouve l'origine de sa formalisation avec le jeu DayZ, un mod (modification non officielle) du jeu ARMA II sorti en 2013, avant de devenir un jeu standalone (jouable seul). Brendan Greene, alias le joueur « PlayerUnknown », développe un mod basé sur ce principe, intitulé Battle Royale, pour ce même jeu et sa suite, ARMA III. Il devient ensuite consultant pour le jeu H1Z1: King of the Kill, qui reprend lui aussi le principe du « battle royale », avant de créer le jeu PlayerUnknown's Battlegrounds. Ce dernier popularise le genre en 2017 et bat des records d'affluence sur ses serveurs de jeu.
En septembre 2017, le jeu Fortnite se voit doté d'un mode « battle royale » et devient rapidement l'un des jeux vidéo les plus populaires au monde.
À la suite de ses succès spectaculaires, de nombreux clones « battle royale » arrivent sur le marché, :
- en février 2019 sort Apex Legends, un nouveau Battle Royale situé dans l'univers Titanfall et réunissant 10 millions de joueurs en seulement 72 heures[11] ;
- en février 2019 sort Tetris 99 qui est qualifié de « battle royale » en raison de sa mécanique de jeu « last man standing » (« dernier homme survivant »). Il s'agit néanmoins d'un jeu vidéo de réflexion[12] ;
- en mars 2020, Call of Duty: Modern Warfare propose Warzone, une beta gratuite apportant un mode Battle Royale proposé par la suite en standalone sous le nom de Call of Duty: Warzone, avec une toute nouvelle mécanique de jeu, le Goulag : quand un joueur meurt, il obtient une chance de réapparaître après un duel en 1v1 (2v2 dans Warzone 2.0) dans une petite arène.[réf. souhaitée]

Dans un article en 2018, le journaliste William Audureau du Monde propose de s'interroger sur un lien éventuel entre le jeu classique Bomberman et le genre « battle royale ».

## Principe
À la grande différence du « deathmatch » (« match à mort »), le mode « battle royale » ne permet pas de réapparition du joueur à sa mort ; le but pour un joueur n'est donc pas d'éliminer le maximum de joueurs adverses, mais de rester le plus longtemps en vie dans la partie. Ce mode se joue en équipe ou en solo. À l'inverse du « deathmatch », il n'est pas possible de rejoindre une partie en mode « battle royale » en cours.
Très majoritairement repris par les jeux de tir à la première personne, une partie de « battle royale » classique se déroule généralement comme suit, :
- une première phase de matchmaking, qui rassemble le nombre de joueurs et/ou d'équipes nécessaires (souvent entre 60 et 100 joueurs par partie, divisés en équipes ou non) ;
- une fois les équipes formées, la partie peut démarrer. Les joueurs doivent se placer sur le terrain de jeu, généralement au moyen d'un largage aérien au-dessus de la zone de jeu ;
- les joueurs s'affrontent sur le terrain, souvent au moyen d'armes, le but étant de survivre le plus longtemps possible. Le vainqueur est désigné lorsqu'il est le dernier survivant de la partie. Dans le cas d'une équipe, elle est désignée lorsqu'elle est la dernière en vie

Du fait du nombre important de joueurs présents simultanément dans une partie en mode « battle royale », les cartes (maps) utilisées sont nettement plus grandes que celles habituellement utilisées en « deathmatch ».
Pour forcer les joueurs à se rencontrer en fin de partie, la mécanique de zone est souvent utilisée ; absente au début de la partie, la zone, matérialisée de différentes façons (gaz toxique, bouclier énergétique…), encercle petit à petit la zone de jeu, pour se refermer sur un point aléatoire de la carte, inconnu par les joueurs. Chaque joueur doit prévoir ses déplacements en fonction de la zone, car être hors de la zone occasionne des dégâts, pouvant aller jusqu'à tuer le joueur. À chaque manche, la zone se referme autour d'un cercle plus petit, cercle toujours compris dans l'aire de jeu définie par la manche précédente.
Dans la plupart des jeux de tir en mode « battle royale », les manches durent entre 2 et 5 minutes, et il faut entre 4 et 8 manches pour voir la zone de jeu initiale se réduire de plus ou moins 80 %.
En mode « battle royale », les joueurs obtiennent leurs armes grâce aux loots (« butin ») ; chaque joueur ramasse (loot) ses armes, armures, kits de soins et explosifs, dispersés au sol un peu partout sur le terrain de jeu, celui-ci étant parfois découpé en « zones de butin » de plus ou moins bonne qualité. Cette phase s'effectue notamment au tout début de partie, car les joueurs démarrent la partie sans armes,.

## Cas du Last-Friendship
Il existe une situation peu commune, le Last-Friendship, une trêve initiée par les derniers joueurs en mode « battle royale » qui consiste d'un commun accord à ne plus se combattre en fin de partie. C'est une particularité infime, car ce type de jeu a tendance à plutôt encourager les joueurs vers une réussite solitaire. Cette situation peu banale consiste à ne plus combattre l'adversaire, de dialoguer à l'aide de mimiques, incluses dans certains types de jeu comme Fortnite, Spellbreak. Finalement, la zone de délimitation va se rétrécir au fur et à mesure, jusqu'à ce qu'elle élimine l'un ou l'autre joueur de manière aléatoire.